# 다약족
다약족(Dayak)은 보르네오섬의 내륙 벽지에 사는 원주민을 통틀어 이르는 말이다. 강가나 구릉지대에 거주하는 200여 개의 민족들을 묶어 가리키는 통칭으로, 보르네오 섬의 중부와 남부 내륙 지방에 주로 분포하고 있다. 이 하위 민족들은 제각각 고유한 방언, 관습, 법률, 영토 및 문화를 가지고 있지만, 공통적인 특징은 쉽게 식별할 수 있다. 오랫동안 다약족은 애니미즘적인 토착 신앙을 가지고 있었으나, 19세기에 기독교나 이슬람교로 대대적인 개종이 있었다.

## 언어
다약족에 속하는 부족들이 사용하는 언어는 다양하며, 170개에 달하는 언어나 방언이 쓰이고 있다. 다약족의 토착 언어는 말레이폴리네시아어파의 서로 다른 하위 그룹에 속하는데, 대표적으로 육지 다약어군, 말레이어군, 사바하어군, 바리토어군 등이 있다. 다만 오늘날에는 대부분의 다약족이 자신의 모어와 함께 국가에 따라 그 공용어인 인도네시아어나 말레이어를 이중 구사한다. 이들의 문화와 언어의 다양성은 보르네오섬의 높은 생물다양성 및 이에 관한 전통 지식에 병행하는 것이다.

## 종교
다약족의 전통적 종교는 카하링안(Kaharingan)으로 불리는데, 정령 신앙(애니미즘)의 한 형태이다. 1980년대 수하르토 정권에서 카하링안은 힌두교의 한 종파로 등록되었는데, 2017년 이전까지 인도네시아에서는 이슬람, 개신교, 가톨릭, 힌두교, 불교, 유교의 6개 종교만을 공식적으로 인정했기 때문이다. 2017년 인도네시아에서 카하링안은 알리란 케페르자얀(Aliran Kepercayaan)이라는 다소 포괄적인 용어에 포함되었으나 일부 카하링안 활동가들은 여전히 별도의 종교로서의 지위를 인정받고자 요구하고 있다.
지난 2세기 동안 일어난 개종으로 기독교는 다약족의 다수 종교가 되어 있다. 이것은 라인 선교회, 바젤 선교회 등 유럽의 기독교 선교 단체들에 의해 주도되었다. 보르네오의 무슬림과 기독교 원주민 간의 종교적 차이로 인해 여러 차례 공동체 내 긴장이 유발되었으나, 현재까지 종교 집단 간의 관계는 일반적으로 양호한 수준에 있다.
전통적으로 보르네오의 많은 지역에서, 이슬람 신앙을 받아들이고 무슬림이 되는 것은 말레이화(masuk Melayu), 즉 더 넓은 말레이 민족의 정체성에 동화되는 것과 동일시되어 왔다. 그러나 이슬람교를 믿으면서 다약족의 정체성을 가지는 여러 하위 집단들이 있는데, 특히 중앙칼리만탄주에서 그러한 경향이 있다. 여기에는 응아주족(Ngaju), 바쿰파이족(Bakumpai) 등이 포함되며, 종종 '무슬림 다약족'으로 통칭된다.